# Ptecticus archboldi
Ptecticus archboldi är en tvåvingeart som beskrevs av Lindner 1957. Ptecticus archboldi ingår i släktet Ptecticus och familjen vapenflugor. Inga underarter finns listade i Catalogue of Life.